# Boisés de la Pointe-de-Sainte-Foy
Les boisés de la Pointe-de-Sainte-Foy forment une forêt urbaine située dans le quartier de la Pointe-de-Sainte-Foy, à Québec. Ils sont traversés et séparés d'entre eux par le chemin des Quatre-Bourgeois.

## Localisation
Ces boisés sont un résidu de la forêt qui couvrait autrefois la Pointe-de-Sainte-Foy sur environ 250 hectares. Ils sont fortement menacés par l'urbanisation entre les années 1960 et 1980. La présence du siège de Revenu Québec et de complexes résidentiels au travers et à la proximité des boisés en témoigne.
Ils sont au nombre de 3 :
- le boisé des Compagnons-de-Cartier (46° 45′ 29″ N, 71° 19′ 42″ O  );
- le boisé de Marly (46° 45′ 07″ N, 71° 20′ 01″ O  );
- le boisé Neilson (46° 45′ 24″ N, 71° 19′ 18″ O  ).

## Boisés

### Boisé des Compagnons-de-Cartier
Possédant une superficie de 16,7 hectares, le boisé des Compagnons-de-Cartier est dominé par les feuillus. Une quinzaine d'espèces d'arbres s'y trouve, notamment l'érable rouge et l'érable à sucre. Il est traversé par un sentier pédestre formant une boucle de 1,5 km; l'hiver, ce sentier pédestre est partagé pour tracer des pistes de ski de fond appréciées des fondeurs. 
La Commission de la capitale nationale du Québec acquiert le boisé en 2001 dans le cadre de son « plan vert et bleu » pour la protection des grands espaces verts menacés par l'urbanisation. Depuis le 2 mai 2022, le boisé est la propriété du Centre de services scolaire des Découvreurs.

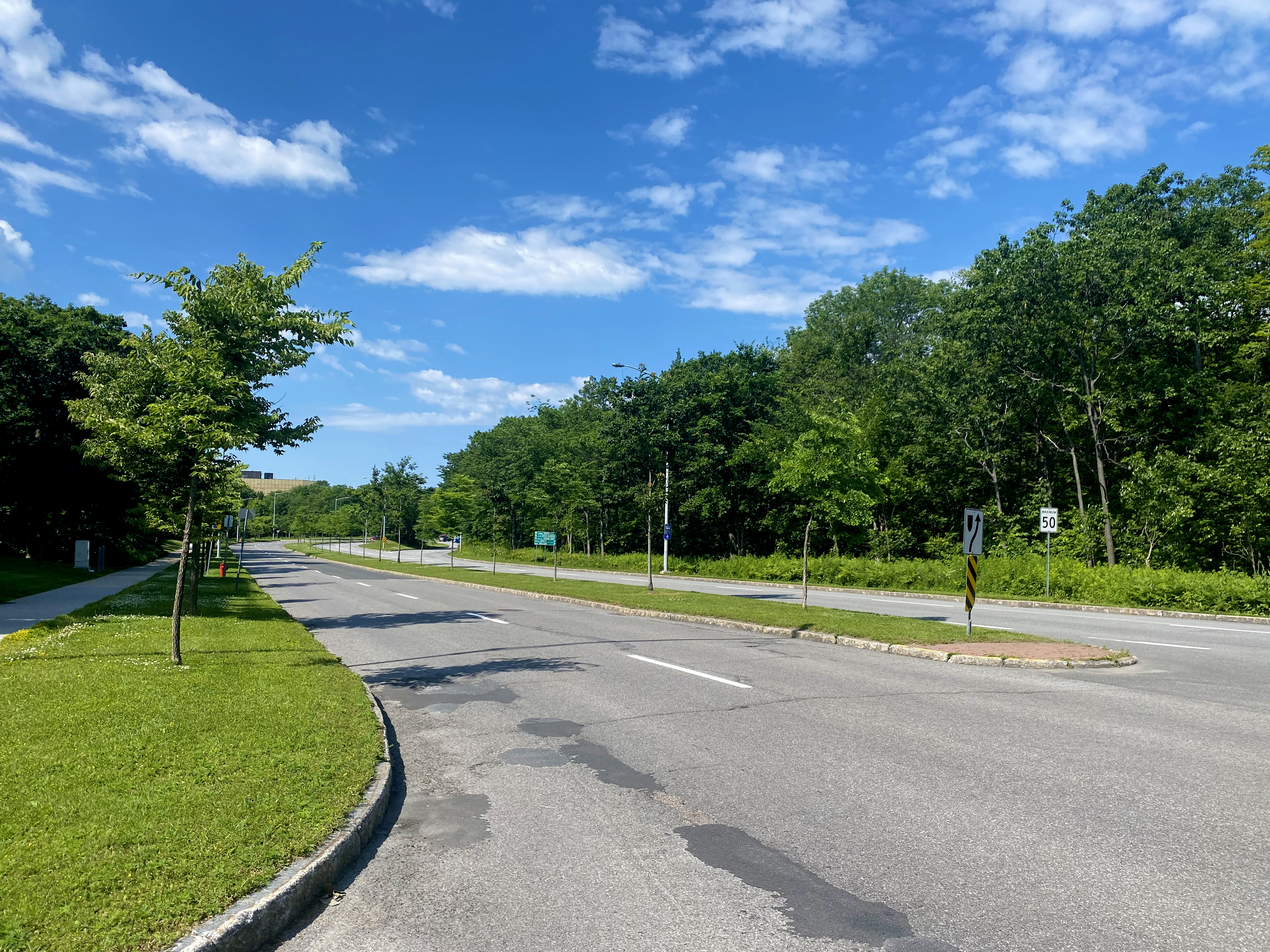
Le chemin des Quatre-Bourgeois le sépare du boisé de Marly
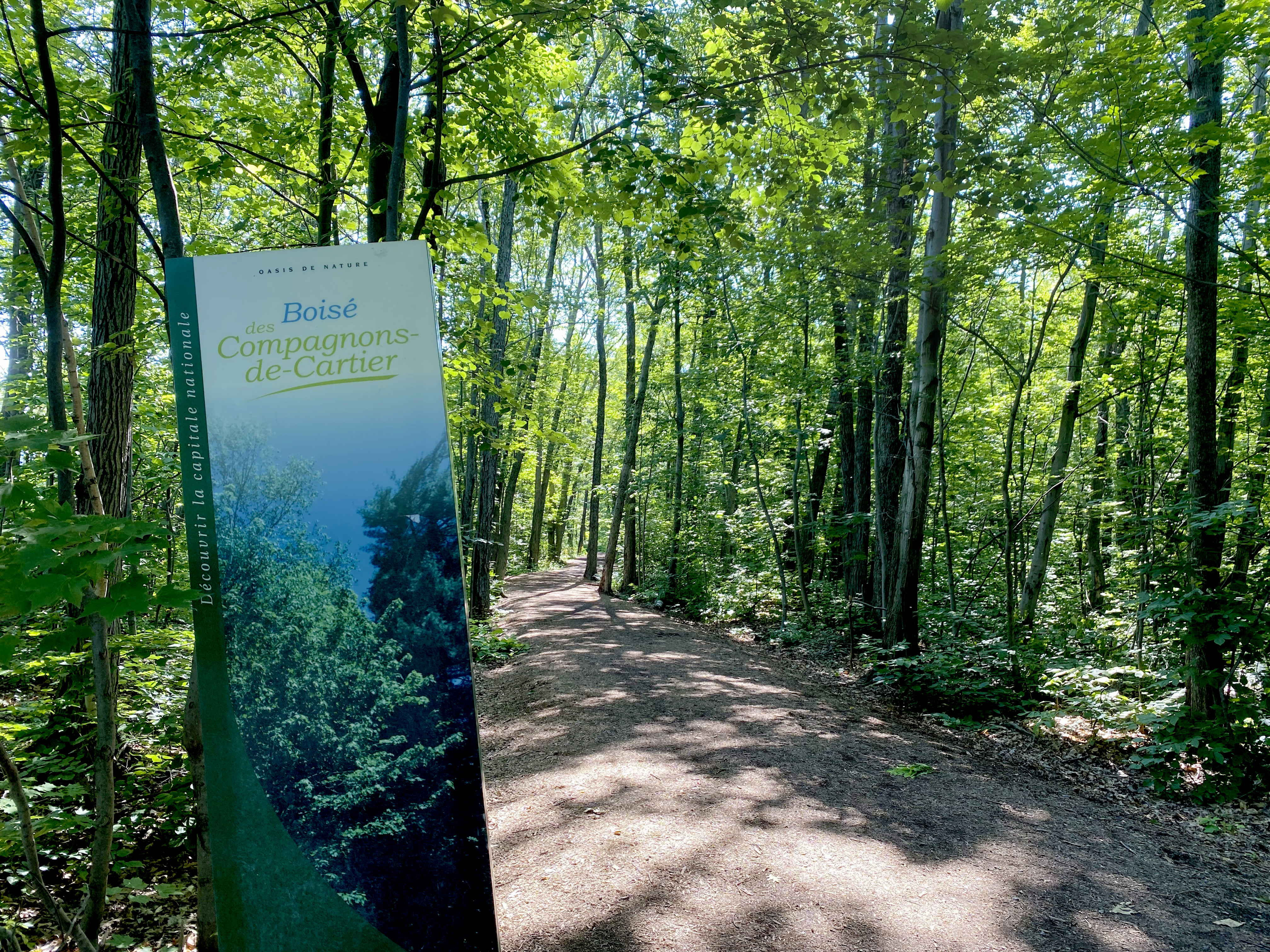
Sentier pédestre
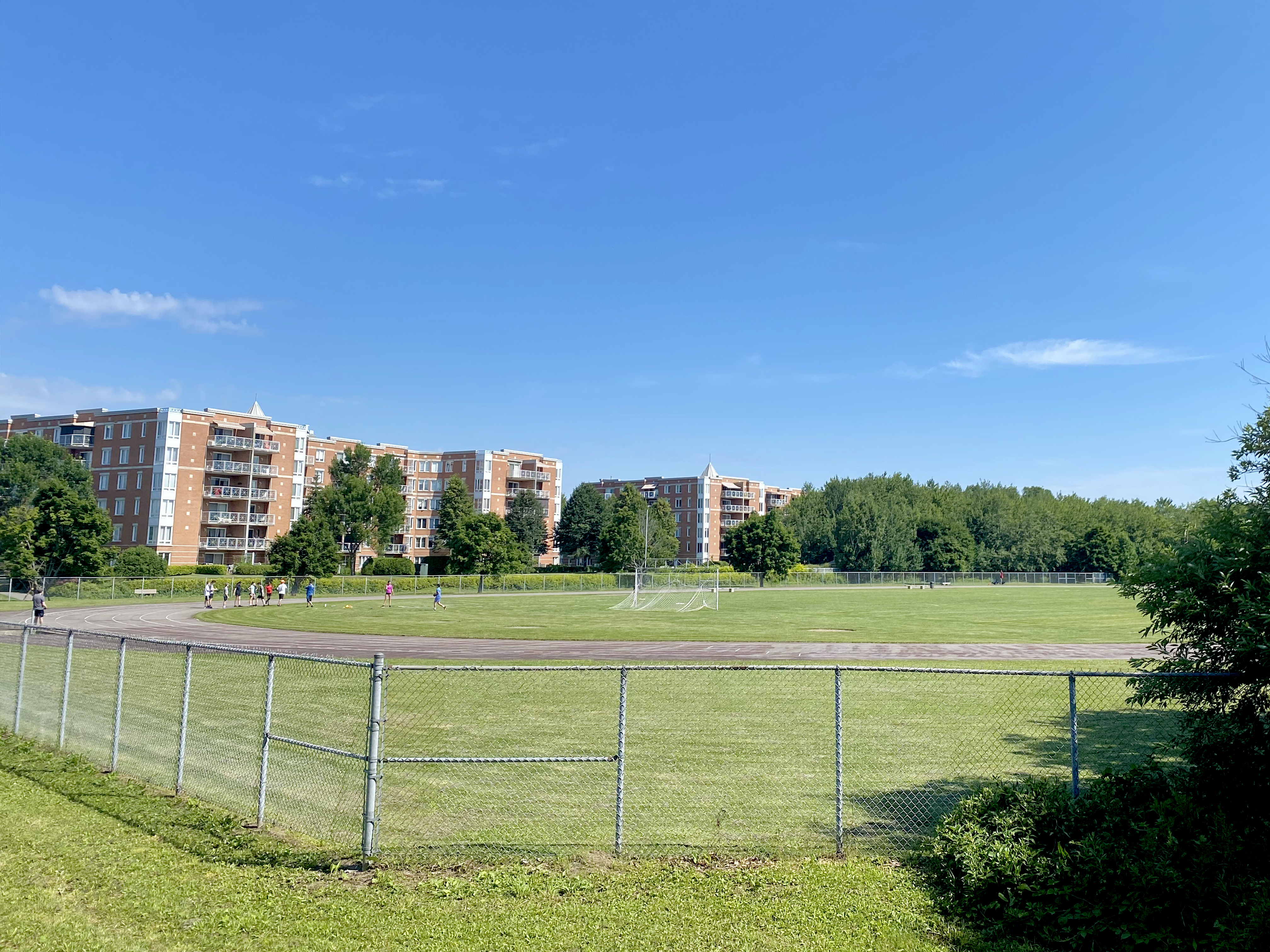
Piste d'athlétisme

### Boisé de Marly

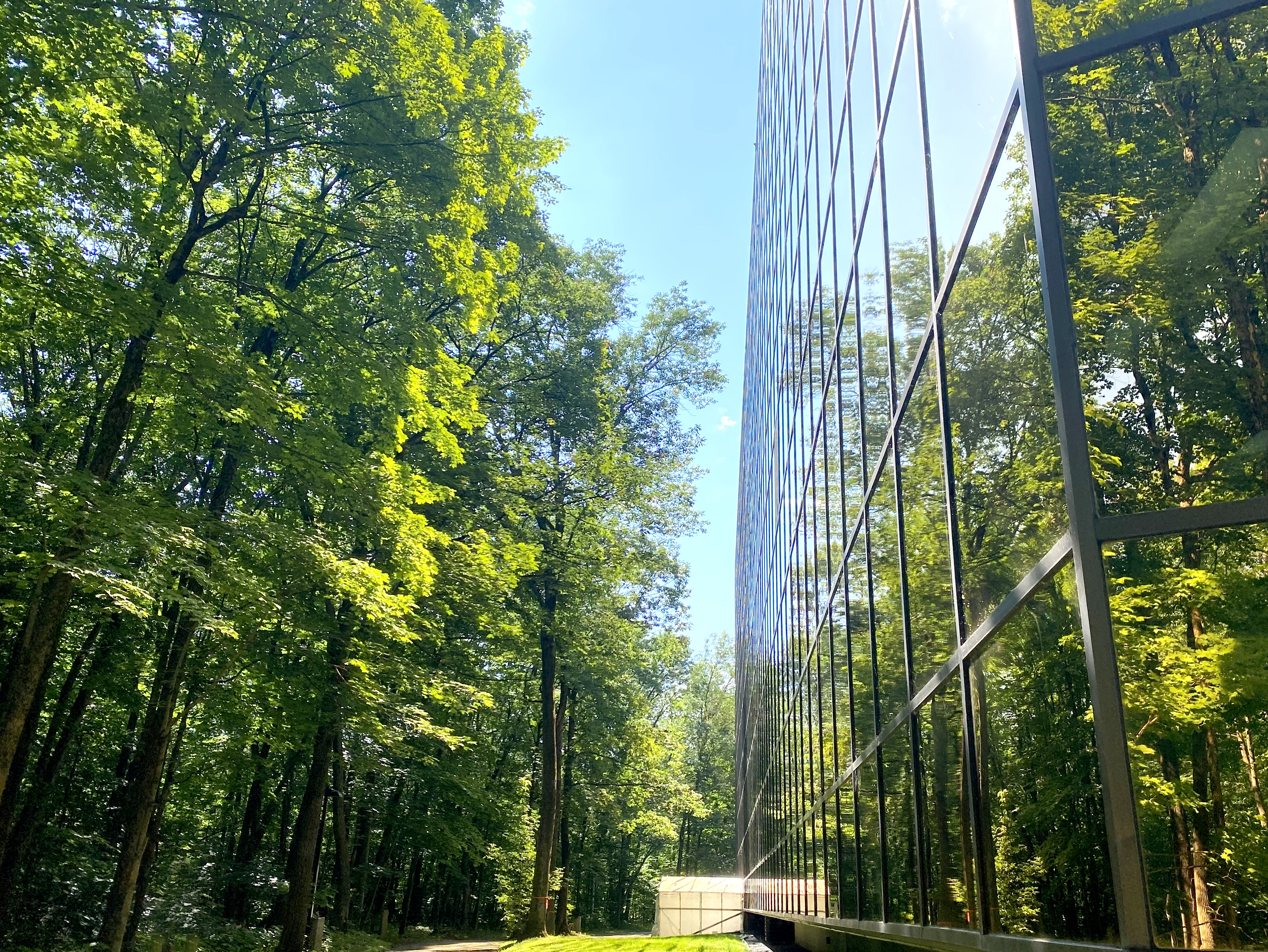
L'édifice Marly, siège de Revenu Québec, est entouré par la forêt.

Possédant une superficie de 15,6 hectares, le boisé de Marly sert d'habitat à une espèce protégée, l'ail des bois. Une trentaine d'oiseaux nichent dans le boisé sur un total d'une centaine qui le fréquente. Les principales espèces d'arbres sont l'érable à sucre, le frêne d’Amérique, le chêne rouge et le hêtre à grandes feuilles. On retrouve aussi de manière éparse le tilleul d'Amérique et l'ostryer de Virginie.
Un premier rapport de caractérisation du boisé est présenté aux autorités municipales le 9 février 1983. Le ministère des Transports, propriétaire du terrain, met le terrain en vente le 28 octobre 1988. De son côté, la mairesse Andrée P. Boucher préfère l'attribuer à un promoteur plutôt qu'en faire l'acquisition au coût symbolique de 1 $. Un « Comité pour la protection du boisé de Pointe-Sainte-Foy » demande au ministre de l'Environnement Clifford Lincoln d'en faire l'acquisition,.
Le boisé protégé est inauguré le 16 octobre 1990. En 2001, le boisé se voit conférer par le Ministère le statut d'aire protégée en tant qu'habitat floristique. La Commission de la capitale nationale du Québec a la responsabilité de la gestion du site depuis 2003. En 2021-2022, environ 830 arbres sont abattus et remplacés afin de ralentir l'infestation de l'agrile du frêne.

### Boisé Neilson

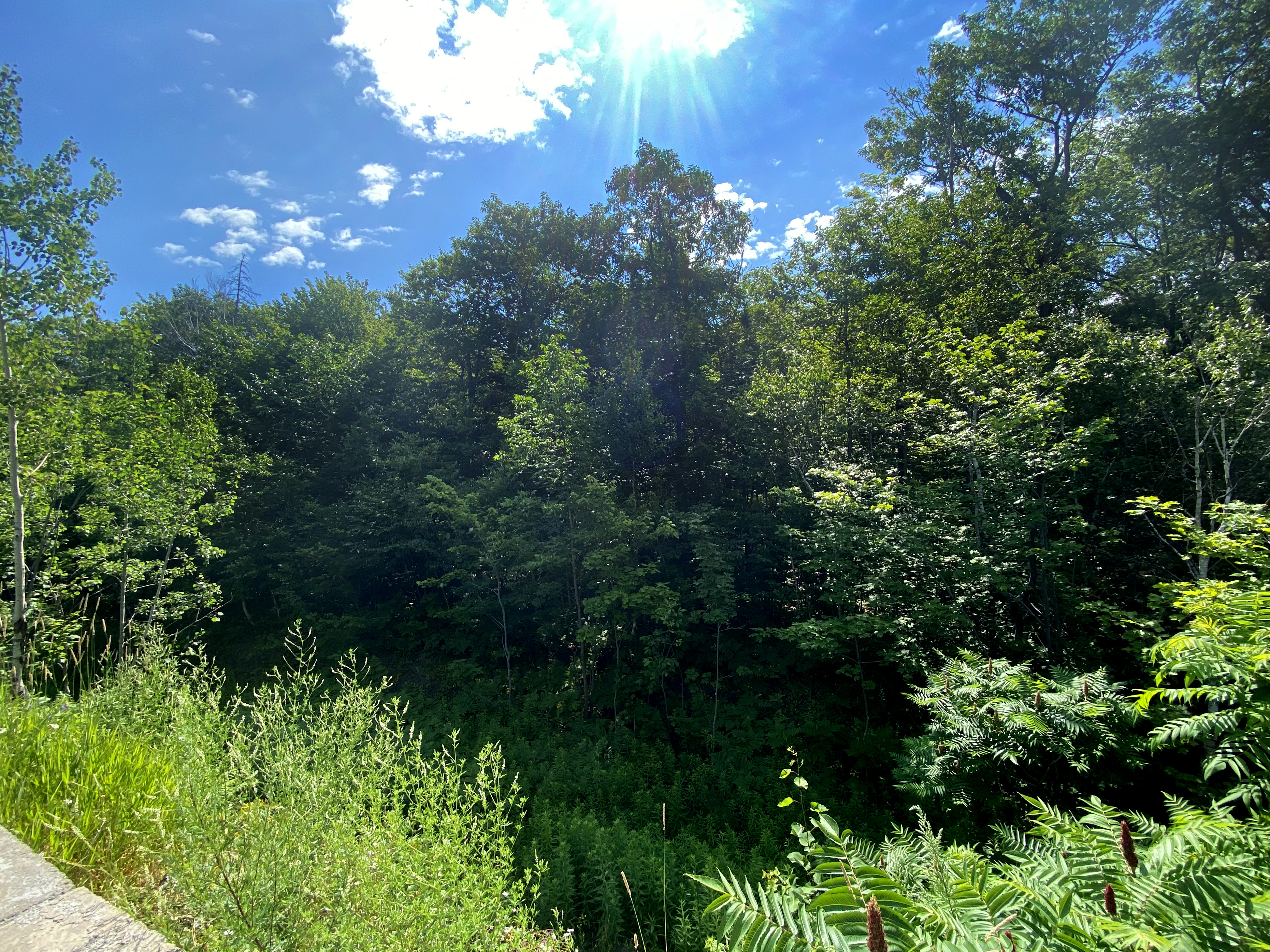
Le boisé Neilson vu depuis le chemin des Quatre-Bourgeois.

Il possède une superficie totale de 25 hectares, mais seulement 10 hectares sont identifiés comme « milieu naturel d'intérêt » par la Ville de Québec. L'érable rouge est la principale espèce d'arbre du boisé. On peut aussi y trouver du chêne rouge, de la pruche du Canada et du bouleau blanc et gris.
Contrairement aux deux autres boisés, il ne possède pas de protection spécifique. Les autorités municipales le destine en partie à l'urbanisation. 60% du boisé pourrait faire place à plus de 1 000 logements. En juillet 2020, le comité citoyen des « Amis du Boisé Neilson » est formé. À l'aube des élections municipales de 2021, la plupart des partis politiques se montrent favorables à une conservation du boisé.